# Aziatische honingbij
De Aziatische honingbij (Apis cerana) is een kleine bij uit het geslacht honingbijen (Apis). De Aziatische honingbij komt voor in het zuiden en zuidoosten van Azië en is sterk verwant aan Apis koschevnikovi.

## Verspreiding
De Aziatische honingbij wordt aangetroffen in alle landen van de Himalayaregio (Afghanistan, Bangladesh, Bhutan, China, India, Myanmar, Nepal, Pakistan) evenals Indonesië, Japan, Maleisië, Papoea-Nieuw-Guinea, Thailand, Vietnam en mogelijk andere landen. De Aziatische honingbij wordt nog altijd aangetroffen in het wild. Ze bouwen hun nesten vooral in holen, omgevallen bomen en kloven. Net als de Europese honingbij wordt de Aziatische honingbij gehouden door imkers en boeren voor honingproductie en bestuiving.

## Ecologie en gedrag
De levenswijze van de Aziatische honingbij is grotendeels gelijk aan de Europese honingbij, maar de bij is iets kleiner en heeft prominentere strepen op het achterlichaam. De honingopbrengst is kleiner, omdat ze kleinere nesten bouwt.
De Aziatische honingbij wordt aangetroffen op hoogtes variërend van zeeniveau tot 3500 meter boven zeeniveau. De bij heeft zich aangepast aan verschillende klimaatomstandigheden. Zo kunnen ze grote temperatuurschommelingen en lange periodes van regen doorstaan.
De bijenwas van de Aziatische honingbij wordt in de lokale geneeskunde gebruikt om wonden te behandelen. Werkbijen van de Aziatische honingbij hergebruiken dezelfde was veel minder dan andere bijen, maar bouwen in plaats daarvan steeds nieuwe raten.
De Aziatische honingbij is een natuurlijke gastheer voor de mijt Varroa destructor en de parasiet Nosema ceranae.

## Ondersoorten
- Apis cerana cerana
- Apis cerana heimifeng
- Apis cerana indica
- Apis cerana japonica (Japanse honingbij)
- Apis cerana javana (Javaanse honingbij)
- Apis cerana johni
- Apis cerana nuluensis
- Apis cerana skorikovi